# Зеира, Эли
Элияху (Эли) Зеира (ивр. אליהו (אלי) זעירא‎; род. 4 апреля 1928, Хайфа, подмандатная Палестина) — израильский военный деятель, генерал-майор (алуф). На разных этапах карьеры возглавлял бригаду «Цанханим», оперативный отдел Генерального штаба и Управление военной разведки Израиля. Ушёл в отставку после публикации отчёта комиссии Аграната (1974), возложившей на командование АОИ в целом и лично на начальника Управления военной разведки ответственность за неподготовленность Израиля к началу войны Судного дня.

## Биография
Родился в 1928 году в Хайфе в семье инженера-электрика и домохозяйки. Окончил школу «Реали». В 1946 году вступил в боевую организацию «Пальмах», во время Войны за независимость Израиля командовал взводом, а затем ротой в составе 1-го батальона бригады «Ифтах».
По окончании войны был направлен на курсы ротных командиров в США, став на этих курсах первым офицером из Израиля. По возвращении в Израиль окончил первую степень по экономике и статистике в Еврейском университете в Иерусалиме. В 1954—1955 годах возглавлял управление начальника Генерального штаба АОИ, а в 1956 году, во время Синайской кампании — оперативное управление Генерального штаба.
На некоторое время был откомандирован в Эфиопию как руководитель представительства АОИ в этой стране. После учёбы в Командно-штабном училище Сухопутных войск США в форте Ливенворт, вернулся в Израиль в 1960 году и был назначен командиром десантно-штурмовой бригады «Цанханим». После этого возглавлял оперативный отдел Генерального штаба АОИ.
В 1963 году перешёл в военную разведку (АМАН). Вначале занимался сбором информации, а после Шестидневной войны в 1967 году занял должность заместителя начальника АМАН. В 1970 году направлен в Северную Америку военным атташе посольств Израиля в США и Канаде. Вернулся в Израиль в 1972 году, получил звание генерал-майора и был назначен начальником АМАН.
В мае 1973 года израильское военное и политическое руководство было встревожено, что крупномасштабные военные учения египетской армии вблизи Суэцкого канала с использованием оборудования для форсирования водных преград служат лишь прикрытием для готовящегося вторжения. Зеира, используя секретную систему раннего предупреждения, верно предсказал, что нападения не будет. Он заверил премьер-министра Голду Меир, что с помощью этой системы Израиль будет уве́домлен о начале реального вторжения не менее чем за 48 часов. В начале октября новые учения на египетской стороне канала в очередной раз вызвали беспокойство руководства, но Зеира снова заявил, что угрозы нападения нет, и повторно заверил, что о таком нападении его ведомство узнает за двое суток. Вывод об отсутствии опасности, однако, на этот раз строился только на основании оценок, что у Египта отсутствуют дальние бомбардировщики и ракетные системы Р-17, необходимые для обеспечения удачного наступления и защиты от израильских рейдов соответственно. Система раннего оповещения к этому времени была отключена из опасений, что её обнаружит египетская армия.
Лишь когда 4 октября началась эвакуация советских военных советников из Египта и Сирии, Зеира отдал приказ о включении системы, однако это было лишь пробное включение, целью которого было убедиться в её работоспособности, а не собрать разведывательную информацию. Утром 5 октября на совещании в министерстве обороны начальник АМАН снова заверил руководство, что на египетской стороне «всё спокойно». В итоге начальник Генерального штаба АОИ Давид Элазар лишь привёл в состояние повышенной готовности кадровые части, отказавшись от начала мобилизации резервов. Вечером 5 октября, когда в Израиле начался пост Судного дня (Йом кипур), Цви Замир, директор другого израильского разведывательного ведомства — «Моссад», — получил достоверную информацию от своего высокопоставленного агента в Египте, что военные действия начнутся до истечения поста, и проинформировал об этом политическое руководство. Аналогичное предупреждение от АМАН было получено руководителями Израиля только в 6:35 утра 6 октября, а уже в 2 часа дня египетские войска начали переброску через Суэцкий канал. Началась война Судного дня, первые дни которой оказались очень тяжёлыми для Израиля, не успевшего мобилизовать резервы и понесшего тяжёлый урон от первого удара арабских армий.
По окончании войны для изучения обстоятельств плохой подготовленности к ней Израиля была создана следственная комиссия Аграната. В 1974 году комиссия представила свои выводы, согласно которым Зеира как начальник АМАН отказывался прислушиваться к предупреждениям и мнениям подчинённых, не совпадавшим с его собственным. Комиссия рекомендовала снять Зеиру с занимаемой должности. В итоге он в том же году подал в отставку. После этого он отклонял все предложения работы в Израиле, в том числе в совете директоров крупного банка. Вместо этого он поселился в США, где вначале занимал профессорскую кафедру в университете, а затем работал консультантом в различных коммерческих организациях.
В 1993 году Зеира выпустил книгу, где попытался очистить свою репутацию, представив собственную трактовку событий последних дней перед войной Судного дня. Согласно этой книге, информатор «Моссада» в Египте, вечером 5 октября сообщивший о предстоящем начале вторжения, был на самом деле двойным агентом, до самого последнего момента убеждавшим «Моссад», что Египет и Сирия не готовят нападения. После этого на протяжении нескольких лет Зеира делился с журналистами информацией об этом агенте, пока в 2002 году достоянием гласности не стало его имя. Информатором «Моссада», известным как «Ангел», оказался Ашраф Маруан, близкий советник президента Египта Садата и зять его покойного предшественника Насера. Теорию Зеиры о двойном агенте отвергли большинство сотрудников израильских разведывательных агентств, работавшие в них в 1973 году, а Замир, работавший с Марваном, подал на бывшего коллегу в суд за клевету. Закрытое судебное разбирательство окончилось в 2007 году решением в пользу Замира. В июне того же года Маруан погиб при загадочных обстоятельствах, выпав из окна многоэтажного дома в Лондоне.